# Rogla
Rógla je naselje v Občini Zreče. Je na Pohorju na nadmorski višini okoli 1500 m in sodi v Krajevno skupnost Resnik. 
Ime je dobilo po bližnjem vrhu, na katerem so leta 1934 postavili lesen razgledni stolp, katerega naslednik iz jekla, zgrajen leta 1956, stoji še danes. 

## Etimologija
Občnoimenski pomen slovenske besede rôglja je 'rogovilasto razvejano, navadno travnato gorsko sleme ali hrbet'. Beseda je izpeljana iz besede róg, iz njene izpeljanke rogovíla pa je tudi več krajevnih imen Rogovíla, ki prvotno označujejo križišče poti v obliki rogovile. V starih zapisih v letih 1763−1787 je današnje ime Rogla imenovano kot Vitenska planina in Wittenska planina.

## Lokacija in dostop
Rogla je dostopna po  cesti iz Zreč (približno 15 km), iz Oplotnice preko Cezlaka (19 km) in iz Rute preko Lovrenca na Pohorju (18,5 km).

## Zgodovina
Ustanovljeno je bilo leta 1982 iz dela ozemlja naselja Hudinja. Leta 2015 je imelo enega prebivalca.

## Opis
Naselje Rogla je predvsem naravno-klimatsko zdravilišče in rekreacijski center.  Tukaj so: hotel Planja, ki so ga zgradili leta 1980, bungalovi, apartmaji, Mladinsko prenočišče Jelka, Koča na Jurgovem in druge počitniške hiše. Koča na Rogli je bila med drugo svetovno vojno požgana, vendar so jo po vojni obnovili. Danes je sestavni del hotela.

### Statistični podatki o naselju
- Število prebivalcev: 7
- Število moških:
- Število žensk:
- Površina naselja: 5,7 km²
- Gostota prebivalstva preb/km²:
- Število družin: -
- Število gospodinjstev:
- Povprečna velikost gospodinjstev:
- Število stanovanj: 49